# لصبور
```
 
قرية لصبور
 أحد قرى 
مديرية الشعيب
 محافظة الضالع  (اليمن). تشتهر بالفن المعماري وكرم اهلها وتشتهر بكونها من انشط قرى الشعيب رياضياً وتحتضن نادي جبال الشعيب لصبور كثاني نادي رياضي معترف به رسمياً في مديرية الشعيب من قبل وزارة الشباب والرياضة اليمنية.
```

ويبلغ سكان قرية لصبور حسب تعداد العام 2004 م 472 فرد.